# Respiració de Kussmaul
La respiració de Kussmaul és un patró de respiració anormal, que és profunda i dificultosa sovint associada amb acidosi metabòlica severa, especialment en la cetoacidosi diabètica, i en la insuficiència renal terminal.
És una forma d'hiperventilació, respiració que s'incrementa a mesura que augmenta l'acidosi metabòlica. Així, la respiració és inicialment ràpida i superficial, però a mesura que empitjora l'acidosi, la respiració es torna a poc a poc profunda, lenta, dificultosa i panteixant. El terme no s'utilitza amb relació a l'acidosi respiratòria, respiració que en aquests casos (per disminució de l'excreció de CO₂) és superficial i lenta.